# Stéphane Mordacq
Pour les articles homonymes, voir Mordacq.
Stéphane Mordacq, né le 12 février 1961, est un joueur français de hockey sur gazon, ayant occupé le poste de milieu de terrain.

## Palmarès
- 140 sélections en équipe de France;
- Tournoi pré-olympique: en 1980 (puis boycott des JO de Moscou par les équipes de France de hockey);
- Champion de France sur gazon avec l'Amiens Sports Club: en 1981, 1982, 1986, 1987, 1988, et 1989;
- Champion de France en salle avec l'Amiens Sports Club: en 1982, 1983, 1986, 1987, 1988, 1989, et 1991;
- Coupe de France avec l'Amiens Sports Club: en 1984 et 1988;
- Champion des Pays-Bas avec l'AH&BC Amsterdam:  en 1994 et 1995;
- Finaliste de la Coupe d'Europe de hockey sur gazon des clubs champions avec l'AH&BC Amsterdam:  en 1992;
- Coupe d'Europe -officieuse- des clubs champions de hockey en salle avec l'Amiens Sports Club: en 1987;
- Champion de France cadets avec l'Amiens Sports Club: en 1978.